# Conflict in Beloetsjistan

Beloetsjistan

Het Conflict in Beloetsjistan is een Burgeroorlog in Pakistan sinds 2004. Eerder werd er gevochten in 1948, tussen 1958 en 1959, tussen 1963 en 1969 en tussen 1973 en 1977.
Het conflict is een oorlog van krijgsheren en onafhankelijkheidsstrijders uit Beloetsjistan (voornamelijk Beloetsjen) tegen de regering van Pakistan. De regering stelt dat drugsbaronnen uit India en Afghanistan ook in Beloetsjistan actief zijn.